# EBLIDA
EBLIDA  (European Bureau of Library, Information and Documentation Associations), med hovedsæde i Haag, Nederlandene, er en sammenslutning og paraplyorganisation, som er politisk og kommerciel uafhængig, hvis medlemmer omfatter nationale biblioteker, informations-, dokumentations- og arkivcentre i Europa.
EBLIDA koncentrerer sig speciel om ophavsret, kultur og informationsteknologi og hertil hørende dokumentation.

## Ekstern henvisning
EBLIDAS hjemmeside Arkiveret 11. maj 2008 hos  Wayback Machine
| Forening eller organisation | Spire Denne artikel om en forening eller organisation er en spire som bør udbygges. Du er velkommen til at hjælpe Wikipedia ved at udvide den. |